# Monghidoro
Monghidoro – miejscowość i gmina we Włoszech, w regionie Emilia-Romania, w prowincji Bolonia.
Według danych na styczeń 2009 gminę zamieszkiwało 3901 osób przy gęstości zaludnienia 80,9 os./1 km².

## Współpraca
Miejscowość partnerska:
- Rebecq, Belgia